# إفا
إفا (Ifá) في الديانة اليوروبية عبارة عن مجموعة من التقاليد والنظم في الكهانة وأساليب التعبد. تنتشر تقاليد إفا في أمريكا اللاتينية وفي غرب أفريقيا، وتلعب دوراً محورياً في تقاليد السانتيرية وكاندومبليه وبالو Palo وأومباندا Umbanda والفودو الهايتي وعدد آخر من الأديان الأفروأمريكية. وفق بعض الاعتقادات تعود أصول تقاليد إفا إلى شرقي نيجيريا.
تصنف تقاليد إفا ضمن التراث الثقافي اللامادي وفق منظمة اليونسكو منذ سنة 2005، وأضيفت إلى قائمة اليونسكو المخصصة لذلك في سنة 2008.

## اقرأ أيضاً
- ديانة يوروبية